# رسابات قرنية
رُسابات قرنية أو رُسابات كِيراتينِيَّة (بالإنجليزية: Keratic precipitate)‏ وَتُدعى اختصارًا KP، هيَ رُسابات خلوية التهابية تَظهر على بطانة القرنية. الرُسابات القرنية الحادة تظهر بلونٍ أبيض وشكلٍ مُستدير، أما الرُسابات القديمة تكون باهتة وغير مُنتظمة الشكل. تتميز الرُسابات ذات الدهون الضخمة بشكلها الكبير ولونها الأبيض الدُهني، حيثُ تتشكل من البلاعم الكبيرة والخلايا الشبيهة بالظهارية. تُشير هذه الرُسابات إلى وجودِ مرضٍ التهابي. تحدث الرُسابات ذات الدهون الضخمة بسبب التهاب القزحية والجسم الهدبي الحبيبومي. هُناك نوع آخر من هذه الرُسابات ويُدعى الرُسابات القرنية الحمراء، وتظهر في التهاب القزحية النزفي.